# ヘンリエッタ・ポンソンビー (ベスバラ伯爵夫人)

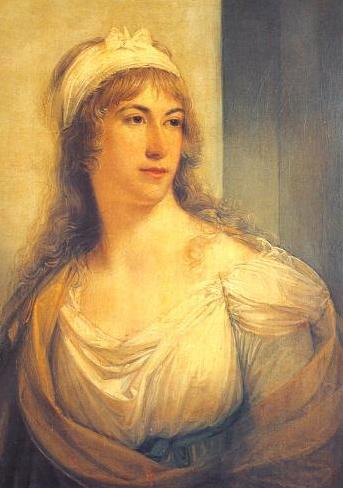
アンゲリカ・カウフマンによる肖像画、1793年。

ベスバラ伯爵夫人ヘンリエッタ・フランシス・ポンソンビー（英: Henriettaa Frances Ponsonby, Countess of Bessborough、旧姓スペンサー（Spencer）、1761年6月16日 – 1821年11月14日）は、イギリスの貴族夫人。第3代ベスバラ伯爵フレデリック・ポンソンビーの妻。

## 生涯
初代スペンサー伯爵ジョン・スペンサーと妻マーガレット・ジョージアナ（1737年5月8日 – 1814年3月18日、スティーブン・ポインツの娘）の次女として、1761年6月16日にウィンブルドンで生まれた。「ヘンリエッタ・フランシス」の名前が付けられたが、愛称の「ハリエット」で呼ばれた。
背が高く、麗しい見た目で見識をもつ人物だったが、姉にあたるデヴォンシャー公爵夫人ジョージアナ・キャヴェンディッシュと比べられがちだった。しかしハリエットは姉が大好きであり、生涯嫉妬することなく、姉が注目されることを許容した。

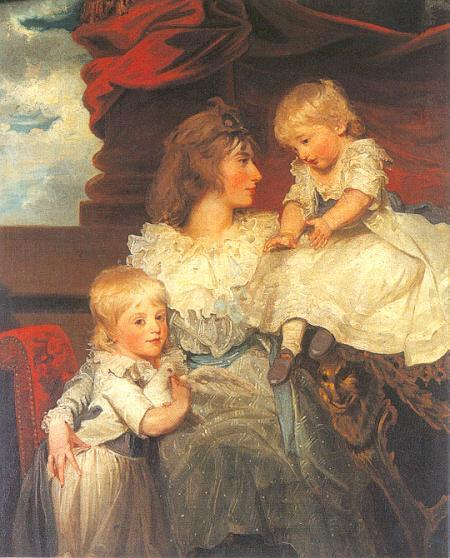
ダンキャノン子爵夫人と長男ジョン、次男フレデリック。ジョン・ホプナー画、1787年。

1780年11月27日、ダンキャノン子爵フレデリック・ポンソンビー（1758年1月24日 – 1844年2月3日）と結婚、3男1女をもうけた。夫は1793年3月11日に爵位を継承して第3代ベスバラ伯爵となった。
- ジョン・ウィリアム（1781年8月13日 – 1847年5月16日） - 第4代ベスバラ伯爵[1]
- フレデリック・キャヴェンディッシュ（英語版）（1783年7月6日 – 1837年1月11日） - 陸軍軍人、マルタ総督。1825年3月16日、エミリー・シャーロット・バサースト（Emily Charlotte Bathurst、1877年2月1日没、第3代バサースト伯爵ヘンリー・バサーストの娘）と結婚、子供あり[4]
- キャロライン（1785年11月13日 – 1828年1月26日） - 1805年6月3日、ウィリアム・ラム閣下（のちの第2代メルバーン子爵）と結婚、子供あり。2人は1824年ごろに別居した[5]
- ウィリアム・フランシス・スペンサー（英語版）（1787年7月31日 – 1855年5月16日） - 初代ド・モーリー男爵[6]

ハリエットは結婚相手選びでも姉と一緒にいられることを念頭に置き、ダンキャノン子爵の性格に不満があったものの、彼がデヴォンシャー公爵の従兄弟にあたるため、「彼と結婚することで新しいコネクションを作らずに済み、姉と自分の親族が同じグループになる」と考えて結婚に同意した。スペンサー伯爵家は2人の結婚に賛成したものの、ダンキャノン子爵夫婦がデヴォンシャー公爵家と同じ生活水準を目指すと債務を背負うことになると憂慮し、ハリエットが姉と同じくギャンブル依存になったため憂慮が実現してしまった。ハリエットがギャンブルで数十万ポンドの債務を重ねたうえ、ダンキャノン子爵は嫉妬しやすく、妻の財政を管理しようとしたためデヴォンシャー公爵家とスペンサー伯爵家が度々介入する結果となった。
1784年イギリス総選挙では姉と同じくウェストミンスター選挙区で選挙活動をして、ホイッグ党のチャールズ・ジェームズ・フォックスを支持した。
選挙の後は劇作家リチャード・ブリンズリー・シェリダンと関係を持つようになった。ホイッグ党員の間では公然の秘密だったが、ダンキャノン子爵は1789年にようやく気付いたという。ハリエットがダンキャノン子爵との約束を破いてシェリダンとの関係を継続したため、ダンキャノン子爵は離婚裁判をはじめ、デヴォンシャー公爵の説得で裁判をやめた。
1791年、ハリエットは体に麻痺をきたした。公的には流産のせいとされたが、妊娠中絶手術の失敗または自殺の失敗とする状況証拠が存在した。ハリエットが回復する中、今度はチャールズ・グレイと関係をもって妊娠したことが露見し、ダンキャノン子爵は離婚しない条件として一家で大陸ヨーロッパを旅行した。しかしハリエットは1793年に旅行先のナポリで12歳年下のグランヴィル・ルーソン＝ゴア卿に出会い、1794年に体調が回復して帰国した後はルーソン＝ゴアと15年間関係をもち、庶子を2人もうけた。
- ハリエット・アランデル・ステュアート（英語版）（1800年 – 1852年10月28日） - 1824年10月21日、ジョージ・オズボーン閣下（のちの第2代ゴドルフィン男爵、第8代リーズ公爵）と結婚、子供あり[7]
- ジョージ・アランデル・ステュアート（George Arundel Stewart、1802年 – 1875年[3]）

夫との関係はよくなかったが、嫡子との関係はよかったという。一方でルーソン＝ゴアが姉の娘ハリエットと結婚し、親友エリザベス・フォスターが姉の死後にその夫である第5代デヴォンシャー公爵ウィリアム・キャヴェンディッシュと結婚したことはハリエットにとって複雑だった。
末子ウィリアムとその妻との旅行中、1821年11月14日にフィレンツェ近郊で死去、ダービーのキャヴェンディッシュ家納骨堂に埋葬された。